# Новиков, Александр Кириллович
Александр Кириллович Новиков (30 августа 1920, дер. Сылтаново, Витебская губерния — 7 июля 1984, Минск) — полковник Советской Армии, участник Великой Отечественной войны, Герой Советского Союза (1945).

## Биография
Александр Новиков родился 30 августа 1920 года в деревне Сылтаново (ныне — Себежский район Псковской области). Окончил десять классов школы. В 1940 году Новиков был призван на службу в Рабоче-крестьянскую Красную Армию. В 1942 году он окончил Чкаловскую военную авиационную школу пилотов. С декабря того же года — на фронтах Великой Отечественной войны.
К концу войны гвардии капитан Александр Новиков командовал эскадрильей 108-го гвардейского штурмового авиаполка 6-й гвардейской штурмовой авиадивизии 2-го гвардейского штурмового авиакорпуса 2-й воздушной армии 1-го Украинского фронта. К тому времени он совершил 126 боевых вылетов на штурмовку скоплений боевой техники и живой силы противника, нанеся ему большие потери.
Указом Президиума Верховного Совета СССР от 27 июня 1945 года за «мужество и героизм, проявленные при нанесении штурмовых ударов по врагу» гвардии капитан Александр Новиков был удостоен высокого звания Героя Советского Союза с вручением ордена Ленина и медали «Золотая Звезда».
После окончания войны Новиков продолжил службу в Советской Армии. В 1948 году он окончил курсы усовершенствования офицерского состава, в 1956 году — Военно-воздушную инженерную академию имени Н. Е. Жуковского. В 1975 году в звании полковника Новиков был уволен в запас. Проживал и работал в Минске. 

Могила Новикова на Восточном кладбище Минска.

Скончался 7 июля 1984 года, похоронен на Восточном кладбище Минска.
Был также награждён двумя орденами Красного Знамени, орденами Александра Невского и Отечественной войны 2-й степени, двумя орденами Красной Звезды, орденом «За службу Родине в Вооруженных Силах СССР» 3-й степени и рядом медалей.